# HR 5183 b

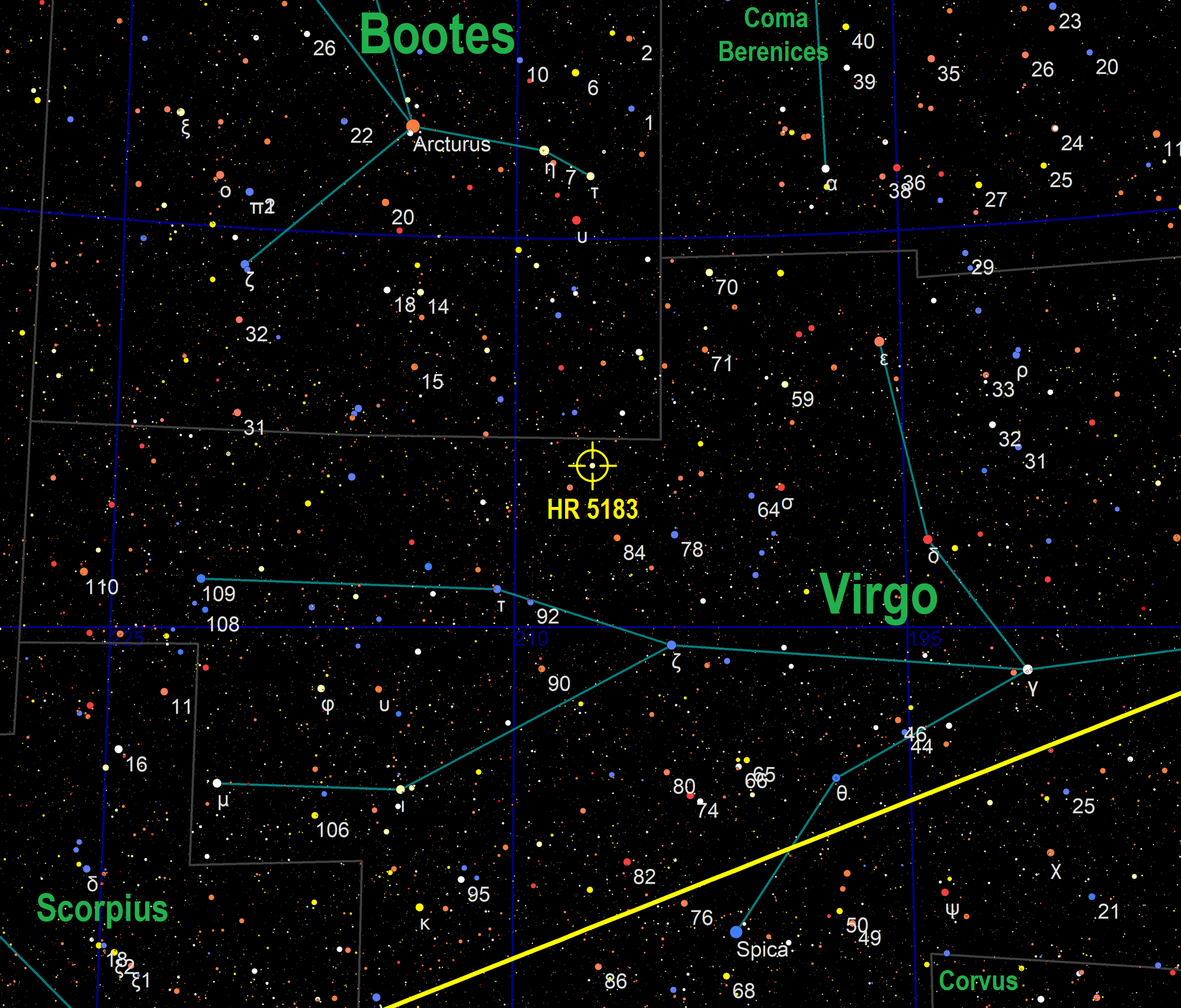
Mapa das estrelas mostrando a localização da estrela de magnitude 6.3 HR 5183 em Virgo.

HR 5183 b é um exoplaneta localizado a 102.7 anos-luz de distância da constelação de Virgo, orbitando a estrela HR 5183. Possui uma massa mínima de 3 massas de Júpiter. Tem uma órbita altamente excêntrica (e≃0.84) que a leva de dentro da órbita de Júpiter para além da órbita de Netuno, que a classifica como um Júpiter excêntrico e foi apelidada de "planeta chicotado". Foi descoberto em 2019 com base em duas décadas de observações de velocidade radial.